# Oonops vestus
Oonops vestus är en spindelart som beskrevs av Arthur M. Chickering 1970. Oonops vestus ingår i släktet Oonops och familjen dansspindlar. Inga underarter finns listade i Catalogue of Life.